# 필립 테리

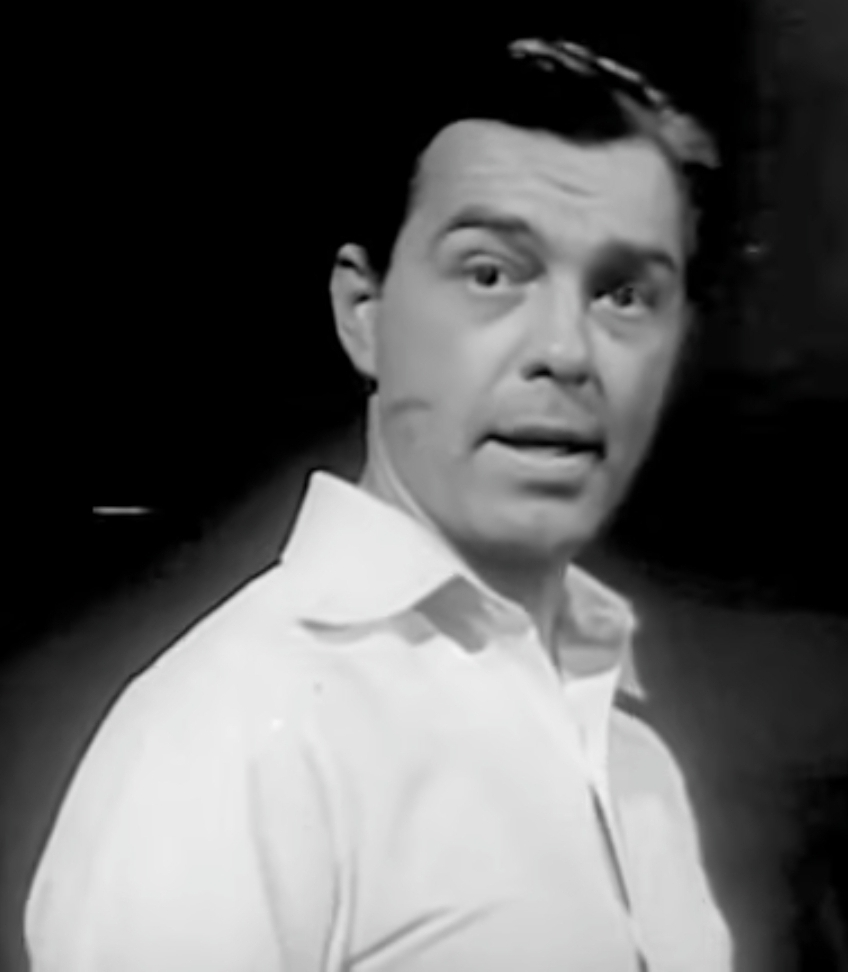

필립 테리(Phillip Terry, 1909년 3월 7일 ~ 1993년 2월 23일)는 미국의 기업가, 영화배우, 연극 배우, 텔레비전 배우이다.
샌프란시스코에서 태어났으며 샌타바버라에서 사망하였다. 사인은 뇌졸중이다.

## 영화
- 네이비 Vs. 나이트 몬스터 (1966년)
- 거머리 여인 (1960년)
- 선셋 77번가 (1958년)
- 페리 메이슨 (1957년)
- 데드라인 - U.S.A. (1952년)
- 비터 더 밴드 (1947년)
- 본 투 킬(영어판) (1947년)
- 그들에겐 각자의 몫이 있다 (1946년)
- 조지 화이트의 스캔달 (1945년)
- 잃어버린 주말 (1945년) - 윅 버넴 역
- 바탄 (1943년)
- 스웨터 걸 (1942년)
- 웨이크 아일랜드 (1942년)
- 아이 원티드 윙스 (1941년)
- 호놀룰루 (1939년)
- 발라라이카 (1939년)
- 마리 앙투아네트 (1938년)
- 네이비 블루 앤 골드 (1937년)
- 로잘리 (1937년)